# Masacre musical
Masacre Musical es el primer álbum de estudio del cantante estadounidense De la Ghetto. Fue publicado el 14 de octubre de 2008 a través de los sellos Premium Latin, Fight Klub y siendo distribuido por Sony Music. El álbum tiene colaboraciones de Mavado, Randy, Guelo Star y Teddy Riley.

## Lista de canciones
| N.º      | Título                           | Productor(es)                  | Duración |  |
| 1.       | «Gangsta»                        | DJ Blass · DJ Giann            | 6:45     |  |
| 2.       | «Tu te imaginas»                 | DJ Blass                       | 4:28     |  |
| 3.       | «No me digas que no»             | DJ Giann · Dexter & Mr. Greenz | 3:01     |  |
| 4.       | «Momento que te vi»              | DJ Blass                       | 4:21     |  |
| 5.       | «Lover»                          | Play-N-Skillz                  | 3:21     |  |
| 6.       | «Come out and See» (con Mavado)  | DJ Blass                       | 3:51     |  |
| 7.       | «Se te nota»                     | Dexter & Mr. Greenz            | 4:06     |  |
| 8.       | «Shake that Thing»               |                                | 3:37     |  |
| 9.       | «Es difícil»                     | DJ Blass · DJ Giann            | 4:40     |  |
| 10.      | «Booty» (con Randy)              | DJ Blass                       | 4:15     |  |
| 11.      | «Así es» (con Guelo Star)        | DJ Blass                       | 3:57     |  |
| 12.      | «Amor en la Jipeta»              | Lenny Santos                   | 3:37     |  |
| 13.      | «Perdición»                      | DJ Blass                       | 4:39     |  |
| 14.      | «Serial Lover» (con Teddy Riley) | Teddy Riley                    | 3:40     |  |
| 15.      | «Como el viento»                 |                                | 3:21     |  |
| 16.      | «Chica mala»                     | Nely · Tainy                   | 3:54     |  |
| 17.      | «Solo y vacío»                   | DJ Blass · Dexter              | 4:59     |  |
| 01:08:12 |                                  |                                |          |  |

## Créditos y personal
Parcialmente adaptados desde AllMusic.
- Rafael Castillo – Artista principal, composición, productor ejecutivo.
- Daniel Hastings – Diseño gráfico, dirección artística, fotografía, director creativo.
- Jason Fleming – Ingeniería.
- Vladimir Félix – Composición, producción.
- Giann F. Arias Colón (DJ Giann) – Composición, producción.
- David Torres Castro (Dexter) – Composición, producción.
- Melvin Maldonado Arce (Mr. Greenz) – Composición, producción.
- J. Salinas, O. Salinas – Composición, producción.
- Lenny Santos – Composición, producción (12).
- Josías de la Cruz – Composición, producción (16).
- Marcos Masís – Composición, producción (16)
- Jason Walker – Composición (2, 15).
- Alex Ferreira (Alex Kyza) – Composición (2, 15, 16).
- J. Reyes – Composición (5).
- Gavin Blair – Composición (6).
- Waldemar Sabat (Walde “The Beatmaker”) – Composición (10).
- Joshua Mateo – Composición (12).
- José Ferreira – Composición (16).
- Anthony Román Crespo – Composición (17).
- Dave Constantine Brooks – Artista invitado, composición.
- Miguel Antonio de Jesús Cruz – Artista invitado, composición.
- Randy Ortiz – Artista invitado, composición.
- Teddy Riley – Artista invitado, composición.

## Posicionamiento en listas
| Listas (2008)                        | Mejor posición |
| ------------------------------------ | -------------- |
| Estados Unidos (Latin Rhythm Albums) | 8              |
| Estados Unidos (Top Latin Albums)    | 46             |